# Uzunbağ, Divriği
Uzunbağ là một xã thuộc huyện Divriği, tỉnh Sivas, Thổ Nhĩ Kỳ. Dân số thời điểm năm 2011 là 54 người.